# Río La Invernada
El río La Invernada es un curso natural de agua que nace en el Paso Trolón en la frontera internacional de la Región del Maule y fluye con dirección general oeste hasta desembocar en la laguna La Invernada.
Este río es llamado "La Invernada" por Luis Risopatrón en su mapa, antes y después de la laguna. En su Diccionario jeográfico de Chile, sin embargo, llama "de La Invernada" al afluente de la laguna y "Cipreses" al emisario.

## Trayecto
Una vez iniciado su recorrido, recibe afluentes como el estero San Francisco (a su derecha), Cajón Grande (nacido al sur del displuvio con el río Lontué), río Monsalve (por su derecha). Finalmente, poco antes de llegar a la laguna, desemboca por su lado derecho su principal tributario, el río Cajón de Los Calabozos, que también viene del displuvio sur del río Lontué.: 386 
Con desviaciones de su caudal se mueve la central hidroeléctrica Cipreses,: 384  central hidroeléctrica Isla, la central hidroeléctrica Curillinque y la central hidroeléctrica Loma Alta.

## Caudal y régimen
Un informe de la Empresa Nacional de Electricidad de 1955 explica: "La laguna La Invernada ha sido formada por un tranque de lava proveniente del Volcán Los Hornos, que se levanta en la ladera poniente del valle. Tiene la laguna una superficie de 3,4 km², medida con el agua a la cota 1300 m sobre el nivel del mar, que era su nivel normal antes de la construcción de la central [Cipreses]. La laguna esta alimentada por los ríos Barroso e Invernada, con una hoya hidrográfica de 850 km², incluyendo la hoya de la propia laguna. El régimen hidrológico de estos ríos es preponderantemente glacial, con crecidas de deshielo en primavera y verano y con un pequeño aumento del gasto en invierno, provocado por las lluvias.": 17 

## Población, economía y ecología

Embalses y centrales hidroeléctricas en la cuenca del río Maule.